# Герб комуни Уппландс-Бру
Герб комуни Уппландс-Бру (швед. Upplands-Bro kommunvapen) — символ шведської адміністративно-територіальної одиниці місцевого самоврядування комуни Уппландс-Бру. 

## Історія
Герб комуни офіційно зареєстровано 1983 року.
Герб давнішого адміністративного утворення ландскомуни Стокгольм-Нес, що увійшли до складу комуни Уппландс-Бро, більше не використовується.

Герб ландскомуни Стокгольм-Нес (1946–1951)

## Опис (блазон)
У червоному полі золота фігурка воїна в шоломі з рогами, у правиці він тримає меч у піхвах, у лівиці — дві схрещені палиці.

## Зміст
На гербі зображено фігурку воїна, знайдену під час археологічних розкопок 1968 року в Екгаммарі. Вважається, що фігурка представляє скандинавського бога Одіна й походить з епохи вікінгів.